# WWF WrestleMania Challenge
WWF Wrestlemania Challenge é um jogo eletrônico de wrestling profissional baseado na companhia WWE lançado em 1990 para o Nintendo Entertainment System.
O jogo apresenta 9 wrestlers: The Ultimate Warrior, Hulk Hogan, "Macho King" Randy Savage, André the Giant, Hacksaw Jim Duggan, The Big Boss Man, Ravishing Rick Rude, Brutus "The Barber" Beefcake e Yourself, um personagem genérico, controlado pelo jogador. No modo para dois jogadores, cada jogador pode escolher uma versão de Yourself com cores diferentes, cada um com sua própria música de entrada.
O jogo foi originalmente desenvolvido sob o nome de WWF Survivor Series.